# Samir & Viktor
Samir & Viktor ist ein schwedisches Musik-Duo, das aus den Sängern Samir Badran und Viktor Frisk besteht.

## Mitglieder

### Samir Badran
Samir Gustav Badran (* 25. Mai 1990 in Linköping, Schweden) erlangte Bekanntheit, indem er 2013 an der schwedischen Reality-Serie Paradise Hotel teilnahm. 2014 war er für eine Woche erneut Teil der Serie. Mit dem Fashion-Blogger Viktor Frisk gründete er 2014 das Duo Samir & Viktor.
Badrans Vater ist ein Palästinenser, der im Gaza-Streifen geboren wurde. Im August 2014 wurde sein neunjähriger Cousin während eines israelischen Bombenanschlags in Jabalia getötet.

### Viktor Frisk
Carl Viktor Andersson Frisk (* 2. März 1995 in Alberga, Schweden) wurde durch seinen Blog, in dem er über Mode berichtet, bekannt. Im August 2016 gab er über Instagram bekannt, dass er bisexuell sei.

## Karriere

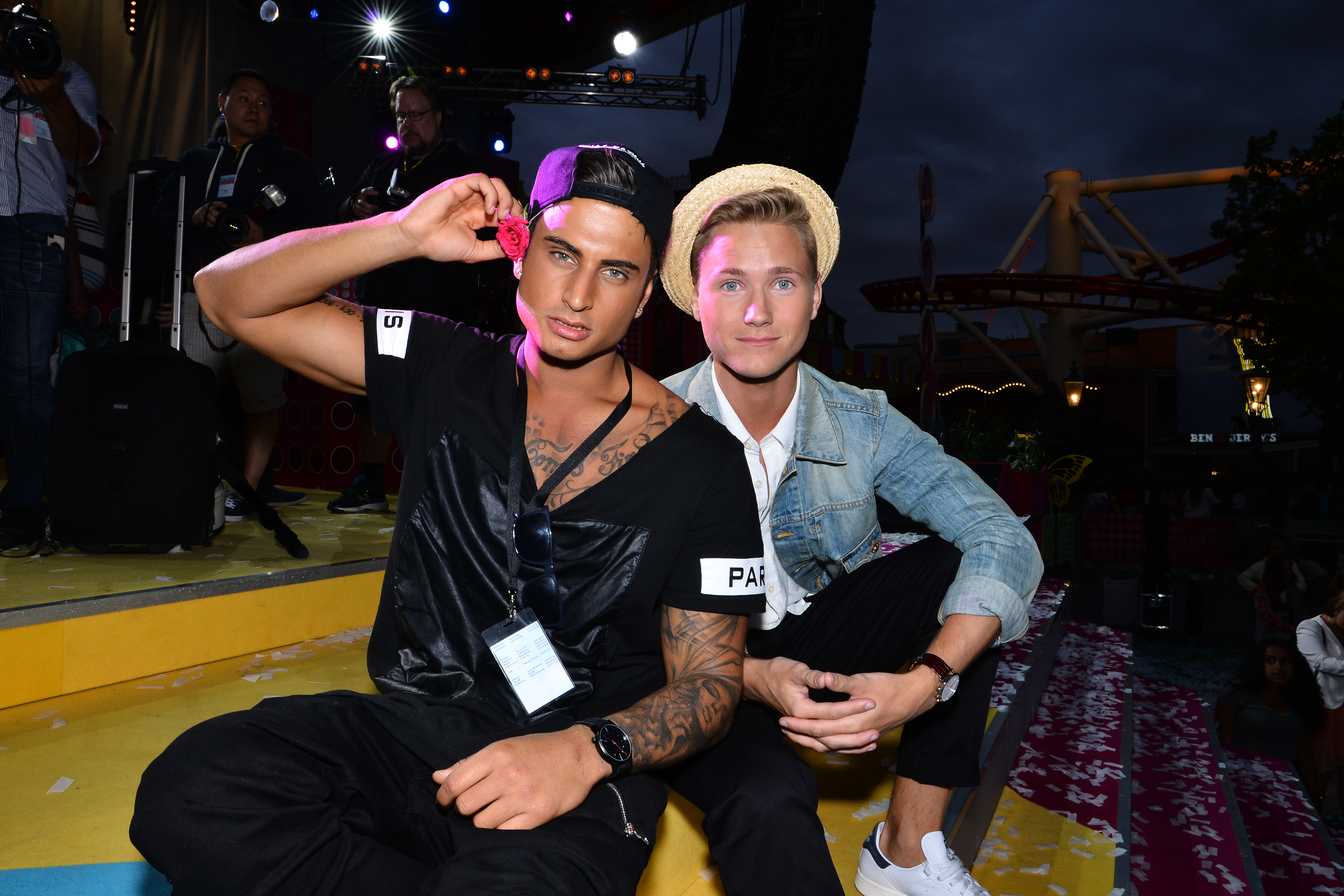
Samir & Viktor bei Sommarkrysset im Jahr 2014

Das Duo wurde 2014 gegründet. Im Mai desselben Jahres veröffentlichten die beiden Sänger ihre erste Single Success, welche in der ersten Woche nach Veröffentlichung Platz 1 in den schwedischen iTunes-Charts und Platz 3 in den offiziellen Schwedischen Charts erreichte und sich dort 17 Wochen lang hielt.
Das Duo nahm 2015 an Melodifestivalen, dem schwedischen Vorentscheid für den Eurovision Song Contest teil. Sie erreichten mit dem Song Groupie zuerst die Andra Chansen Runde, in der sie ihr Duell gegen Behrang Miri & Victor Crone gewannen, und kamen somit ins Finale am 14. März 2015 in der Friends Arena in Stockholm, in dem sie Achte wurden.
2016 nahmen sie erneut am Melodifestivalen teil. Sie nahmen am ersten Halbfinale teil und schafften es mit ihrem Song Bada Nakna über Andra Chancen (dt. Zweite Chance) ins Finale, wo sie allerdings den letzten Platz belegten.
2018 hatten sie sich mit dem Lied Shuffla direkt für das Finale der Melodifestivalen qualifiziert, welches am 10. März 2018 in der Friends Arena in Stockholm ausgetragen wurde.
Im Oktober 2020 gaben die beiden mit der Veröffentlichung ihrer neusten Single Arbetslös bekannt, keine Musik mehr zusammen zu machen. Badran wollte seinem Beruf als Makler nachgehen, während Frisk eine Social-Media-Agentur gründen wollte. 2023 gab das Duo sein Comeback bekannt und veröffentlichte am 16. Juni 2023 seine neue Single Skål.
2024 nahmen Samir & Viktor bereits zum vierten Mal am Melodifestivalen teil. Mit ihrem Lied Hela världen väntar nahmen sie am ersten Halbfinale teil, schieden jedoch auf dem fünften Platz bereits wieder aus.

## Diskografie

### Alben
- 2024: Bara Hits

### Singles
| Jahr | Titel Album                             | Höchstplatzierung, Gesamtwochen, AuszeichnungChartplatzierungen (Jahr, Titel, Album, Platzierungen, Wochen, Auszeichnungen, Anmerkungen) | Höchstplatzierung, Gesamtwochen, AuszeichnungChartplatzierungen (Jahr, Titel, Album, Platzierungen, Wochen, Auszeichnungen, Anmerkungen) | Anmerkungen                                            |
| Jahr | Titel Album                             | SE | NO | Anmerkungen                                            |
| ---- | --------------------------------------- | --- | --- | ------------------------------------------------------ |
| 2014 | Success –                               | SE3 ×3Dreifachplatin · (17 Wo.)SE | — |                                                        |
| 2015 | Groupie –                               | SE3 ×3Dreifachplatin · (27 Wo.)SE | — |                                                        |
| 2015 | Saxofuckingfon Bara Hits                | SE2 ×3Dreifachplatin · (17 Wo.)SE | NO10 ×2Doppelplatin · (11 Wo.)NO | Erstveröffentlichung: 5. Juni 2015                     |
| 2016 | Bada nakna Bara Hits                    | SE1 ×4Vierfachplatin · (21 Wo.)SE | — | Erstveröffentlichung: 6. Februar 2016                  |
| 2016 | Fick Feeling Bara Hits                  | SE11 Platin · (10 Wo.)SE | — | Erstveröffentlichung: 25. Mai 2016                     |
| 2017 | Kung Bara Hits                          | SE30 (10 Wo.)SE | — | Erstveröffentlichung: 12. Mai 2017                     |
| 2017 | Vi gör det ändå Bara Hits               | SE26 (4 Wo.)SE | — | Erstveröffentlichung: 14. Juli 2017                    |
| 2017 | Rakt in i kaklet Bara Hits              | SE44 (2 Wo.)SE | — | Erstveröffentlichung: 3. November 2017                 |
| 2018 | Shuffla Bara Hits                       | SE2 ×4Vierfachplatin · (25 Wo.)SE | — | Erstveröffentlichung: 24. Februar 2018                 |
| 2018 | Put Your Hands Up för Sverige Bara Hits | SE4 ×2Doppelplatin · (13 Wo.)SE | — | Erstveröffentlichung: 1. Juni 2018 mit Anis don Demina |
| 2019 | Odödlig Bara Hits                       | SE20 ×2Doppelplatin · (15 Wo.)SE | — | Erstveröffentlichung: 24. Mai 2019                     |
| 2019 | Kemi Bara Hits                          | SE55 (1 Wo.)SE | — | Erstveröffentlichung: 16. August 2019                  |
| 2019 | Va som mig Bara Hits                    | SE48 (1 Wo.)SE | — | Erstveröffentlichung: 8. November 2019 feat. 1.cruz    |
| 2020 | Karantän –                              | SE56 (1 Wo.)SE | — | Erstveröffentlichung: 8. Mai 2020 mit Tix              |
| 2024 | Hela världen väntar –                   | SE25 (7 Wo.)SE | — | Erstveröffentlichung: 3. Februar 2024                  |